# 滦平县
滦平县在中国河北省北部，是承德市下辖的一个县。縣人民政府駐滦平镇北山。
北京通往承德的公路和通往通辽的铁路都穿过滦平镇（旧称喀喇城）。全县基本处于山区，滦河和潮河分别穿过该县东西两面，县城是两条河流流域的分水岭。长城是该县和北京市（密云区）的分界线。

## 气候
年降水量500毫米，年均温7.6℃。

## 人口
截至2017年底，滦平县人口29.32万人。有汉族、满族、和其他回族、蒙古族、朝鲜族等少数民族。
根據第七次人口普查顯示，截至2020年11月1日，灤平縣常住人口268647人。

## 行政区划
滦平县下辖1个街道办事处、10个镇、2个乡、8个民族乡：
中兴路街道、滦平镇、长山峪镇、红旗镇、金沟屯镇、虎什哈镇、巴克什营镇、张百湾镇、付营子镇、大屯镇、火斗山镇、两间房镇、小营镇、安纯沟门镇、平坊满族乡、西沟满族乡、邓厂满族乡、五道营子满族乡、马营子满族乡和付家店满族乡。

## 交通
- 101国道、 335国道过境。

## 风景名胜
- 碧霞山，属丹霞地貌
- 白云峡，属火山岩地貌